# 儒棋

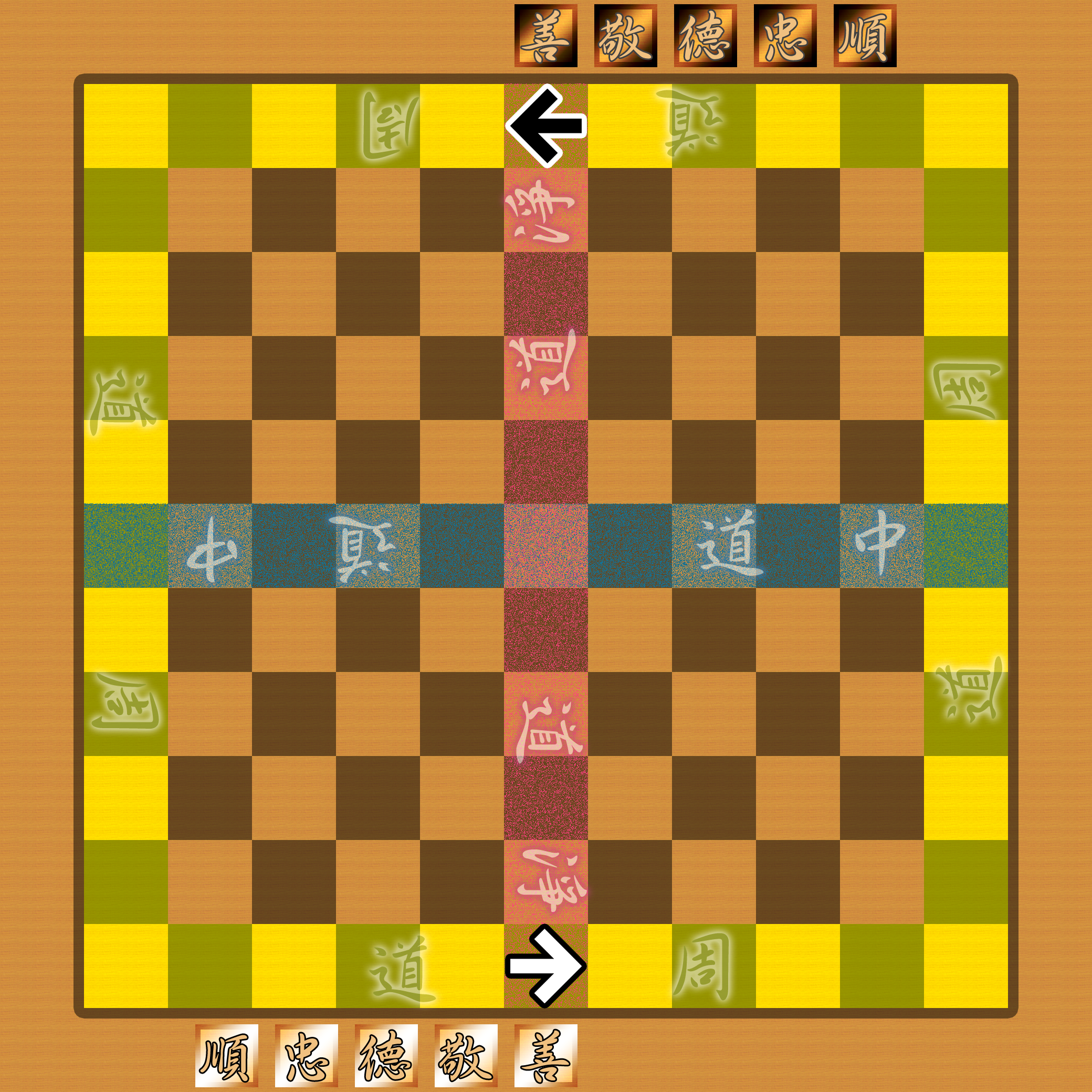
儒棋棋盤佈局

儒棋，是中國南北朝時的兩人博戲，由北魏三游的游肇所作，是十字戲類遊戲。規則有書《儒棋格》流傳於世，《太平御覽·工藝部十二》亦有記載與註解。

## 歷史
- 《魏书·游肇傳》:「游肇，好读经传，手不释书。熟读《周易》，尤精《三礼》，撰有《周易集解》、《婚仪》、《儒棋》、诗赋表启七十五篇，流传于世。」

- 明代胡应麟 《少室山房笔丛·丹铅新录二·象经》：“ 后魏侍中游艺，肇制儒棋。其名智一、礼二、仁三、义四、信五、善六、敬七、德八、忠九、顺十。以投子二，视彩而行。盖其制类於握槊打马，而其义类於周武 《象经》，皆以退让为节，不先鬭争。今俱泯弗传。”

- 明代謝肇淛《五雜俎》：「至魏游肇制儒棋，有仁、義、禮、智信之目，則益令人嘔噦不堪。戲者，戲也，若露出大儒本色，則不如讀書矣。」

## 原文
《太平御覽·工藝部十二·儒棋》
《後魏書》曰：「侍中游肇，性謙廉不競。曾撰《儒棋》，以表其志焉。」
肇述儒棋曰：「儒棋者，蓋博、弈之流，所以游思於文，亦猶投壺之習武也。故聖人因物設教，有實有權；情禮稱宜，有張有弛。孔子云：『不有博弈者乎？為之猶賢乎已，』若夫井公之對周穆，叔卿之接許由，此或示存，恐非有待。然則君子之處世也，豈遂耽於所適，徒費時日者哉！至於几杖槃鑒，猶載銘戒；矧乃諧神之器，而不加勸也？但古之為玩者，莫不競進其功，塞殺與樂，殊途異勢，并傳於時，未有以謙退為勝，通生為樂者。故因暇隙，聊復措意，此即儒棋之一名。蓋游藝之所統，本諸謙淨；詮名撰德，略依儒行；起舍遵道，軌法中庸。時然後玩，人不厭其游；让而後勝，人逾愜其負。矜勇所以知殘，沖遜以之彌隆。豈惟崇謙止競而已，諒亦階善全德之所因矣。積名會理，其殆庶几；致泥之戒，寧不愧乎？」
《儒棋》曰：「投二，智一、禮二、仁三、義四、信五、謙。棋十，白黑半，方五分長寸，善六、敬七、德八、忠九、順十。方局尺五，周道四十，其用三十六。四維之道，通數而棋。謙退為尚，故高彩者先投。彼此二位，謂之淨；左右二道，謂之中。其淨、中四道，彼此左右，互有二，不得相干。行棋之法，始附淨起，轉互相順，終因淨出。通生為務，不存塞殺。彩越淨中者休，則立梟，梟者不伏。會淨中者，梟折為伏，伏者不梟。若彩雖會，而於彼擬以過之非干彼者，則自居矣。
行伏棋者，得異彩，依數而行，兩彩同者，惟行一，一謙者停，兩謙退一等；行梟棋者，得異彩亦依數而行，兩彩同者，盡行其數，一謙行一道，兩謙者停。行伏不得行梟；行梟不得行伏。折梟伏者，皆從后定。因彩而閱者，屈而申之。緣行致累者，閱而通足，皆不限道數。梟伏兩閱者，但行於梟。行棋之體，不相凌觸，所蹈皆靈，孤明自在，絕於跪巧，而順消息，悉遇中道，勝負乃分。先梟後伏，驗之於淨道，梟若促，不盡二彩者，則全行伏。梟伏兩少者，行於梟。
彼既出盡，此有不出者，即許以為勝者之算。若全未出，則為之虛投。次局負，仍先。得十算立一爵，三爵立，則成勝矣。」

## 棋具
- 棋盤為11*11方格。中正間縱道稱為淨道；中正間橫道稱為中道，使棋盤畫分為四塊，最外的周道有四十棋格，扣掉屬於中道、淨道部分則為三十六格。每格可放多枚同一方棋子。
- 擲具有兩枚六面骰，一到五點的采數分別稱作：智、禮、仁、義、信，還有一采數為零，稱為謙。
- 每方有五枚棋子，以顏色區分敵我。每方棋子各稱作：善、敬、德、忠、順，棋子價值分別為六、七、八、九、十。
- 多根算籌。

## 大致規則
- 初始佈置為所有棋子平躺擺放於己方的初始格，為近己方的周道與淨道的交會格。
- 棋種有兩種：
  - 伏棋：為所有棋子的初始狀態。越過周道與淨道、中道的交會格時，豎立該棋，改稱為梟棋。
  - 梟棋：正好在行至周道與淨道、中道的交會格時，倒躺該棋，回稱伏棋。
- 每方輪流擲骰行棋。棋子依彩數繞周道，只能至空格或有己棋的棋格，最多可移動一到兩枚、並為同一種的己棋。
  - 若移到己棋處，則棋子相疊，並可視為一枚棋子一同移動。
  - 若擲到兩彩數相同，只能移動一枚伏棋。
  - 擲到一枚謙彩時，不能移動伏棋，只能移動一枚梟棋；擲到兩枚謙彩時，不能移動梟棋，讓其中一枚伏棋退一格。
  - 除該方的初始位置外，正好在周道與從淨道、中道的交會格的棋子，可轉彎進入淨、中道。
  - 在中道、淨道的棋子，不能中途轉至另一道。
  - 任何種棋子回到己方的初始格時，移出棋盤。
- 當有一玩家的所有己棋移出棋盤，此盤結束，並獲得等於殘留在棋盤的敵棋總價值的算籌。十根算籌等於一爵。以先獲得三爵為全盤的勝利。但若敵棋還全在場上，須等到有一枚敵棋移出才此盤結束。若還未分勝負，則繼續下一盤，由方才輸的玩家先行。

## 外部連結
- 儒棋格-數位典藏與學習聯合目錄(555262) （页面存档备份，存于）